# Esthlogena
Esthlogena is een kevergeslacht uit de familie van de boktorren (Cerambycidae). De wetenschappelijke naam van het geslacht werd voor het eerst geldig gepubliceerd in 1864 door Thomson.

## Soorten
Esthlogena omvat de volgende soorten:
- Esthlogena obliquata Breuning, 1940
- Esthlogena proletaria Thomson, 1868
- Esthlogena albisetosa Bates, 1880
- Esthlogena albolineata (Breuning, 1940)
- Esthlogena amaliae Galileo & Martins, 2011
- Esthlogena brunnescens Breuning, 1940
- Esthlogena chicacaoensis Galileo & Martins, 2011
- Esthlogena comata (Thomson, 1857)
- Esthlogena dissimilis Galileo & Martins, 2011
- Esthlogena foveolata Aurivillius, 1920
- Esthlogena glaucipennis Thomson, 1868
- Esthlogena guatemalena Bates, 1885
- Esthlogena lanata Breuning, 1940
- Esthlogena maculifrons Thomson, 1868
- Esthlogena mirandilla Bates, 1885
- Esthlogena monticola (Fisher, 1942)
- Esthlogena nigrosuturalis Galileo & Martins, 2011
- Esthlogena porosa Bates, 1872
- Esthlogena porosoides Breuning, 1969
- Esthlogena spinipennis Breuning, 1942
- Esthlogena spinosa Breuning, 1954